# Lunares (diseño)

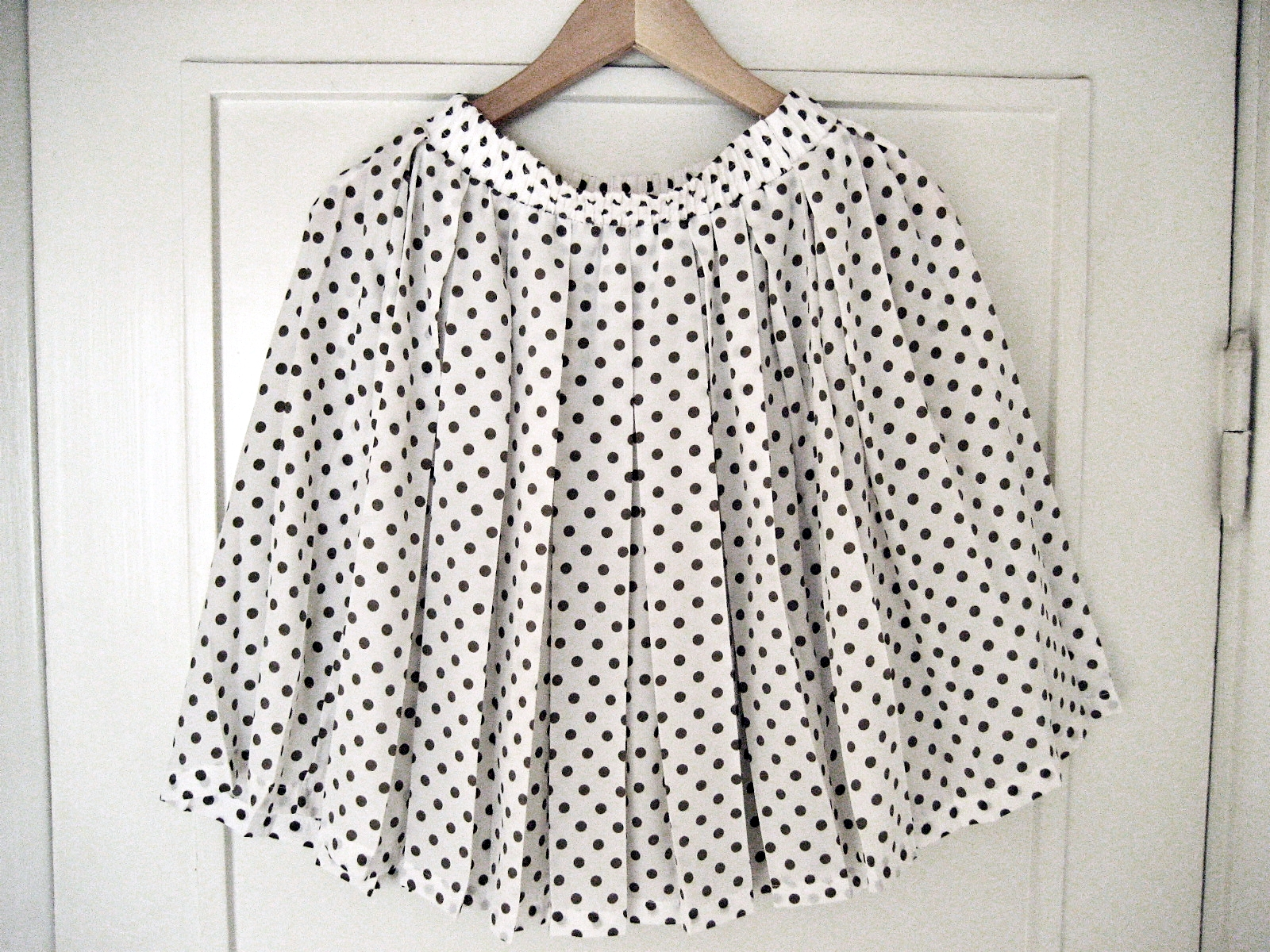
Falda de lunares o topos.

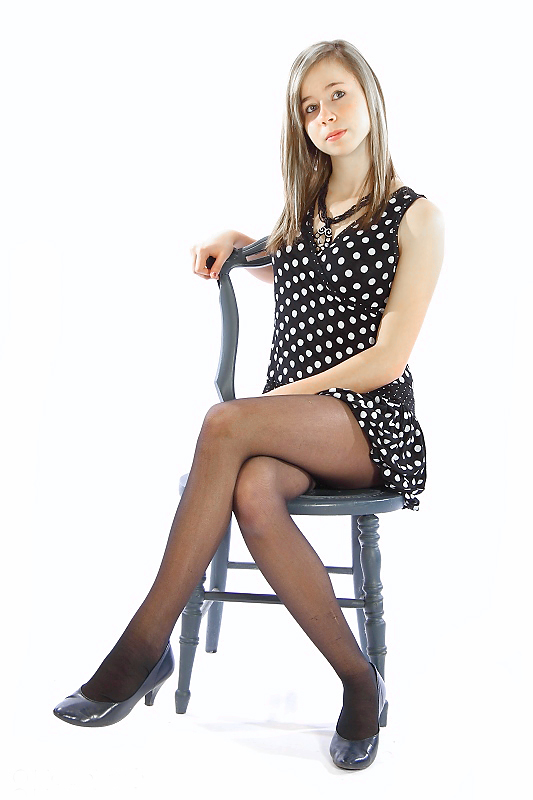
Una joven con un vestido negro de lunares, sentada.

Los lunares o topos son círculos estarcidos, tejidos o bordados sobre una tela, que forman un patrón consistente. No son necesariamente equivalentes en tamaño ni separación y, a menudo, son de colores diferentes.
El estilo suele verse mayoritariamente en ropa infantil, juguetes y muebles, pero también aparece en otros contextos. Raramente aparece en ámbitos formales y generalmente se encuentra confinado a trajes de baño y lencería. Ocasionalmente, puede haber prendas de pequeños lunares blancos sobre fondo negro en vestimenta formal.

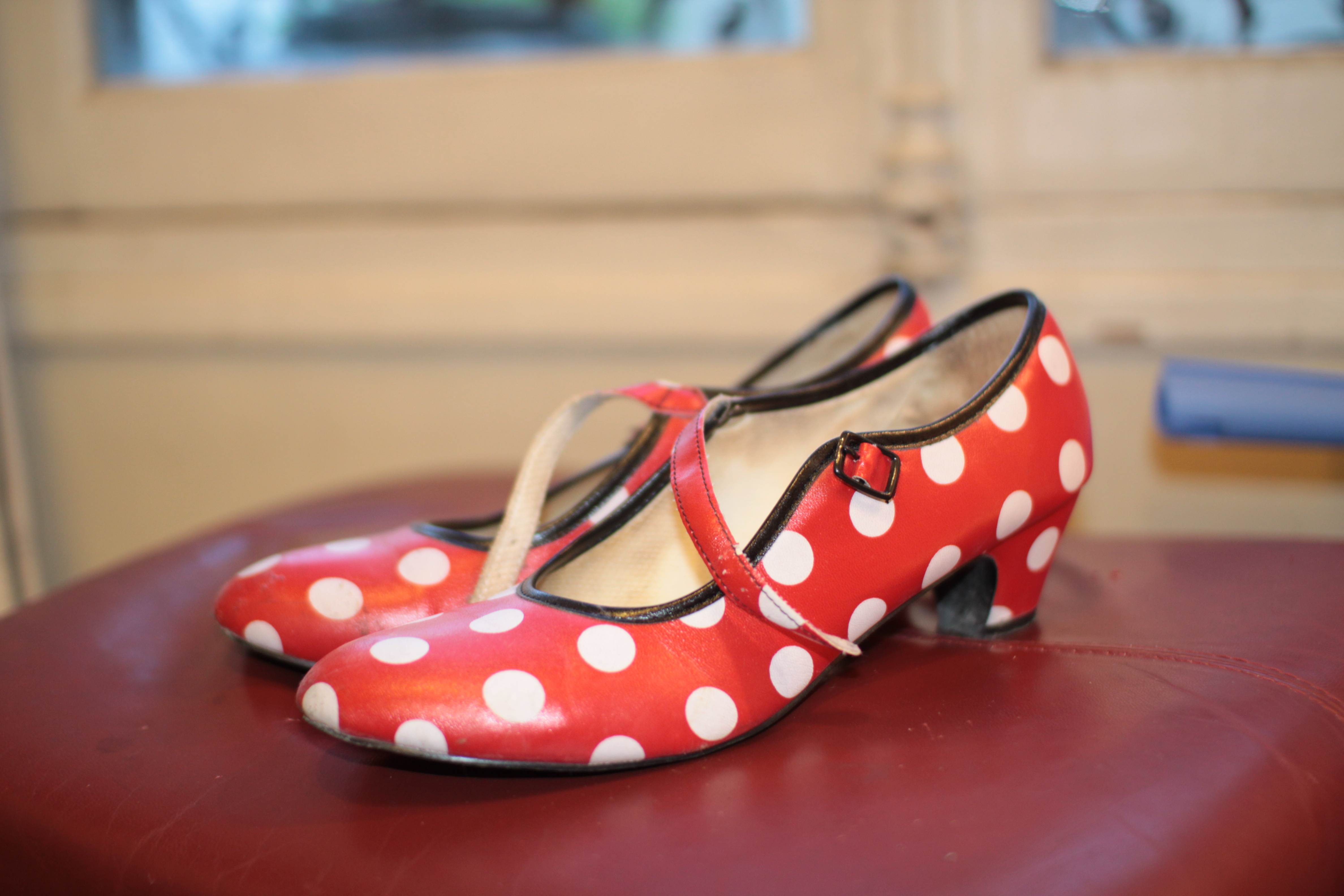
Zapatos de lunares.

En España, el diseño de lunares de todos los tamaños está asociado al traje de flamenca, aunque también está presente en otros trajes típicos, como el de chulapa. El estilo se hizo popular en la vestimenta británica del siglo XIX.

## Etimología de la expresiónPolka dot
Una de las primeras referencias del uso del término inglés para los lunares o topos, Polka dot, se encuentra en la revista Godey's de 1873, Volúmenes 86-87, página 389. Se nombró así por el baile homónimo, pero no existe una conexión conceptual que una al diseño de lunares con este baile, pues al parecer, se usó el nombre debido a la popularidad del baile al mismo tiempo en que se puso de moda vestir así. Debido a su popularidad, muchos productos y modas adoptaron el término también.

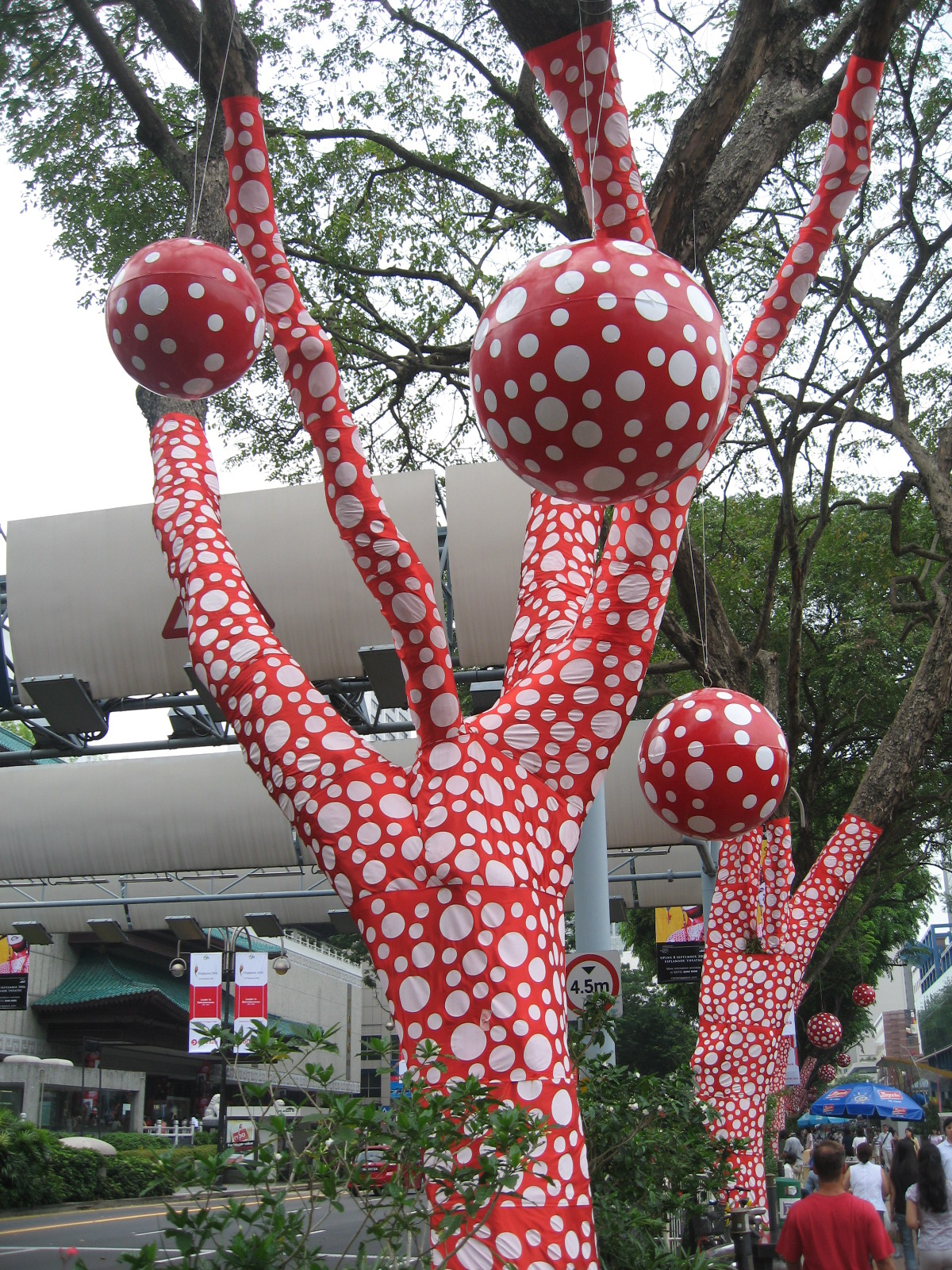
Yayoi Kusama - Ascenso de Lunares en los Árboles - Bienal de Singapur 2006

## En la cultura popular
- Polka Dots and Moonbeams, sencillo de Jimmy Van Heusen de 1940, grabado por Frank Sinatra.
- Itsy Bitsy Teenie Weenie Yellow Polkadot Bikini, sencillo de Brian Hyland de 1960. Existe una versión en español, Bikini a lunares amarillo diminuto justo justo, por Viuda e hijas de Roque Enroll en su álbum homónimo de 1984.